# شووب ۳۲۸۹۰
سیارک ۳۲۸۹۰ (به انگلیسی: 32890 Schwob، نامگذاری:1994AL1) سی و دو هزار و هشتصد و نودمین سیارک کشف شده‌است که در ۸ ژانویه ۱۹۹۴ کشف شد.